# Адольф Гіремі-Гіршль
Адо́льф Гіре́мі-Гіршль (угор. Hirémy-Hirschl Adolf; 31 січня, 1860, Темешвар — 1933, Рим) — угорський художник єврейського походження.

## Угорщина. Ранні роки
Народився у місті Тімішоара, тоді у складі Австрійської імперії. Походив з єврейської родини.

## Австрія. Освіта і скандальне кохання
Підлітком прибув у Відень, де з 1874 до 1882 року навчався у Академії вільних мистецтв. Консервативні академічні настанови з їх застарілими схемами навчання на античних зразках помітно вплинули на формування художньої манери Гіремі-Гіршля. Він стане дотримуватись цих настанов в зрілі роки, виробившись у типового салонного майстра з непоганою художньою технікою та спробами то тратувати античні сюжети у побутовому жанрі («Присягаюся біля Вуст Правди», «Між Скіллою та Харібдою»), то насичувати стародавні академічні сюжети символічними чи еротичними додатками («Могила Ахілла і нереїди», «Народження Венери»).
Водночас він старанно вивчав реальність і робив цілком реалістичні штудії, повні надзвичайно правдивих деталей та фіксації щирих почуттів.
Перебування у Відні закінчилася скандалом. У художника був роман з пані Ізабеллою Генріетою Растон, котра вже була в шлюбі. Зв'язок з пані в шлюбі мав широкий і негативний розголос, бо не укладався у вузькі межі добропорядності. Ізабелла Генріета Растон пішла на розлучення з першим чоловіком і вони з художником пошлюбилися.

## Італія. Більша частина життя

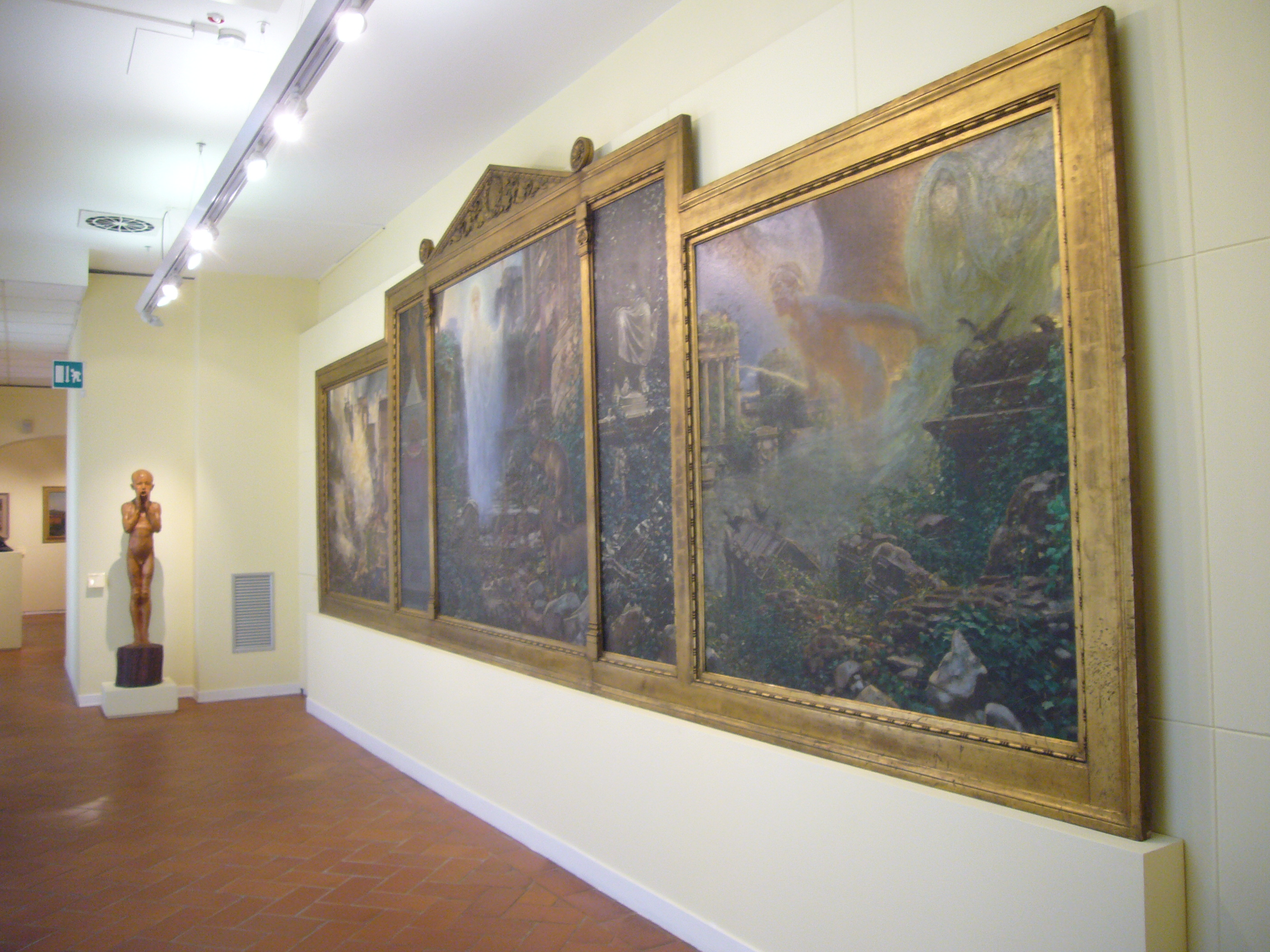
Адольф Гіремі-Гіршль. Так зникає (слава світська), Галерея сучасного мистецтва на римському Капітолії.

Художник виборов визнання вже в часи перебування у Відні. Серед його нагород — премія кайзера (1891 рік) та Велика золота медаль (1898 р.) Отримані гроші надали можливість покинути Відень і тим пригасити скандал. Адольф Гіремі відбув у Рим. Аби увірвати скандальний шлейф, він змінив прізвище на Гіремі-Гіршль. В Римі працював над створенням портретів, пейзажів, картин з сюжетами. Знайомство з австрійським художником Густавом Клімтом пройшло для творів Гіремі-Гіршля безслідно. Тоді як сюжети і драми картин Арнольда Бекліна вплинули як на сюжети творів Гіремі-Гіршля, так і на їх стилістику, де були помітні впливи символізму.
Останні роки життя митця були пов'язані з Італією. Серед останніх програмних творів художника — триптих «Sic transit», в котрому подав власний варіант загибелі Давньоримської імперії.
Він облаштував у Римі власну майстерню, котра стане його збіркою власних малюнків, ескізів і непроданих картин. Низка творів митця перейшла до його спадкоємців і була оприлюднена лише у 1980-і роки.
Адольф Гіремі-Гіршль помер у Римі.

## Обрані твори
- Автопортрет
- «Нереїда»
- Штудія до жіночого портрета, пастель
- Штудія чоловічої фігури до зображенна «Пана», пастель
- Військові моряки біля гармат, пастель
- «Між Скіллою та Харібдою», ескіз
- «На березі річки Ахерон»
- «Страшний суд і мандрівний єврей Ахашур»
- «Могила Ахілла і нереїди»
- «Чума в Римі»
- «Вандали в Римі»
- «Перехід Ганнібала через Альпи»
- Триптих «Sic transit» (Так зникає (слава світська)

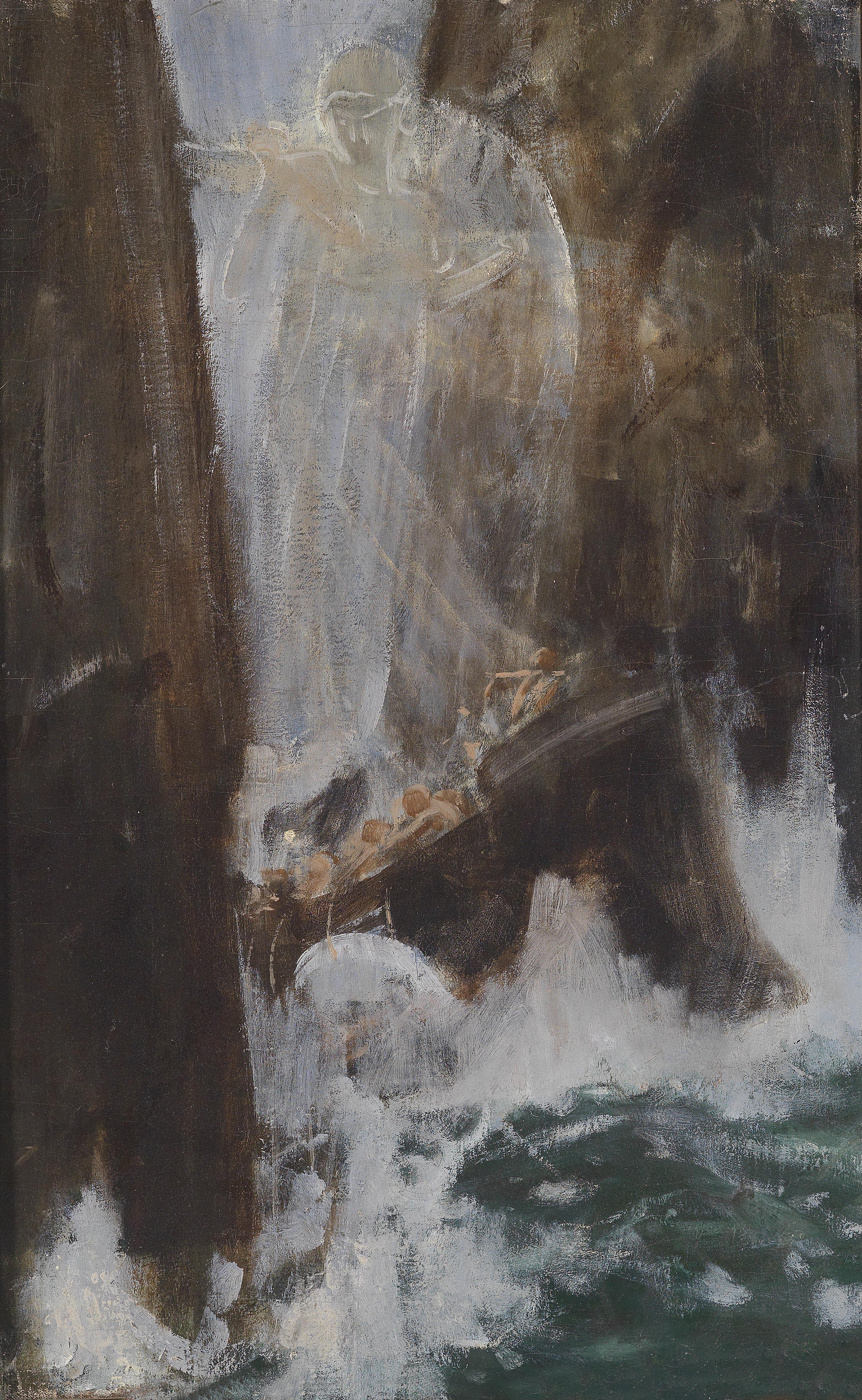
Адольф Гіремі-Гіршль. «Одісей» або «Між Скіллою та Харібдою», ескіз
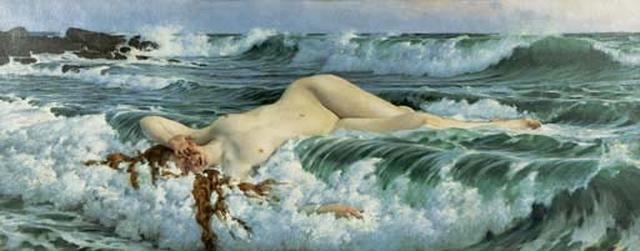
Адольф Гіремі-Гіршль. «Народження Венери»
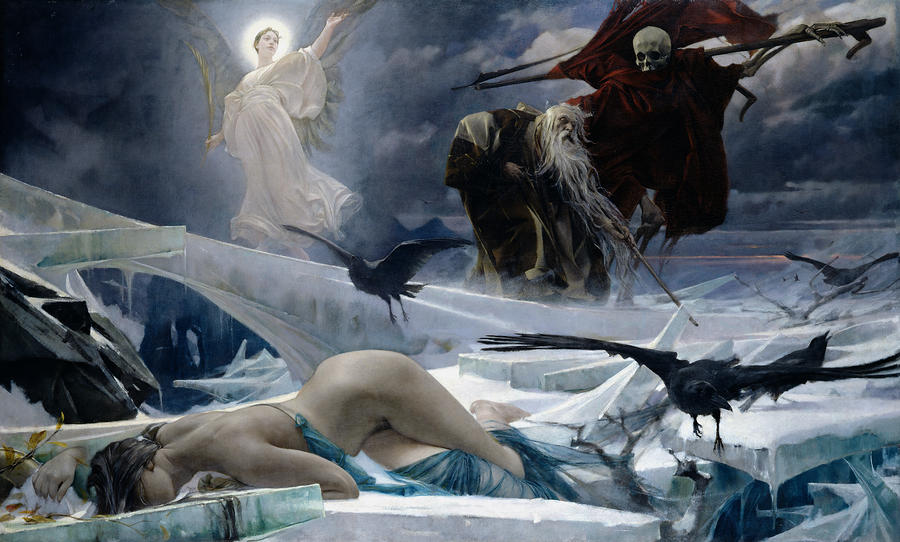
Адольф Гіремі-Гіршль. «Страшний суд і мандрівний єврей Ахашур»
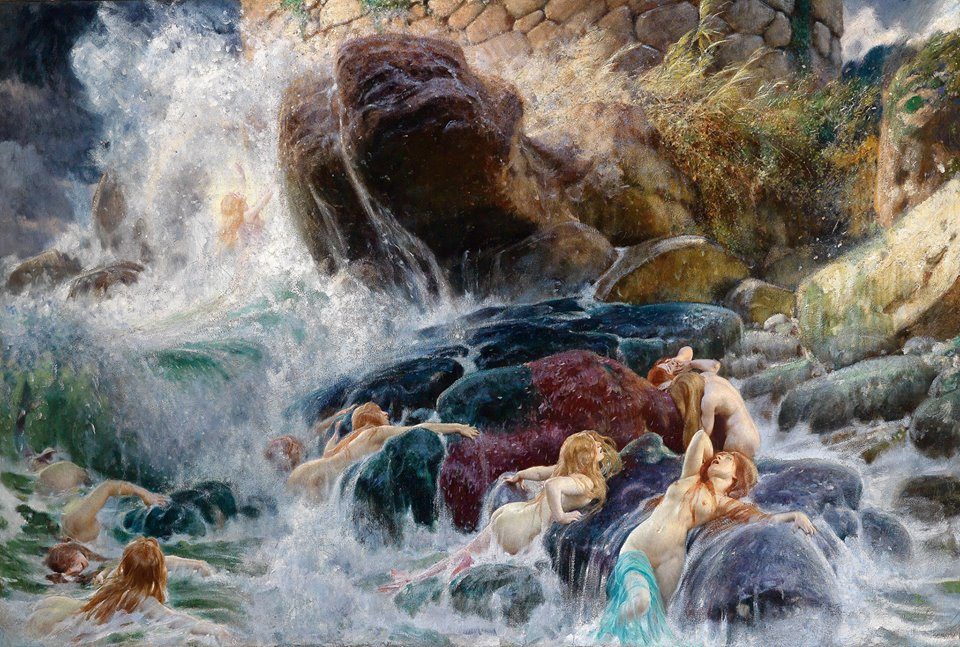
Адольф Гіремі-Хіршль. «Могила Ахілла і нереїди»
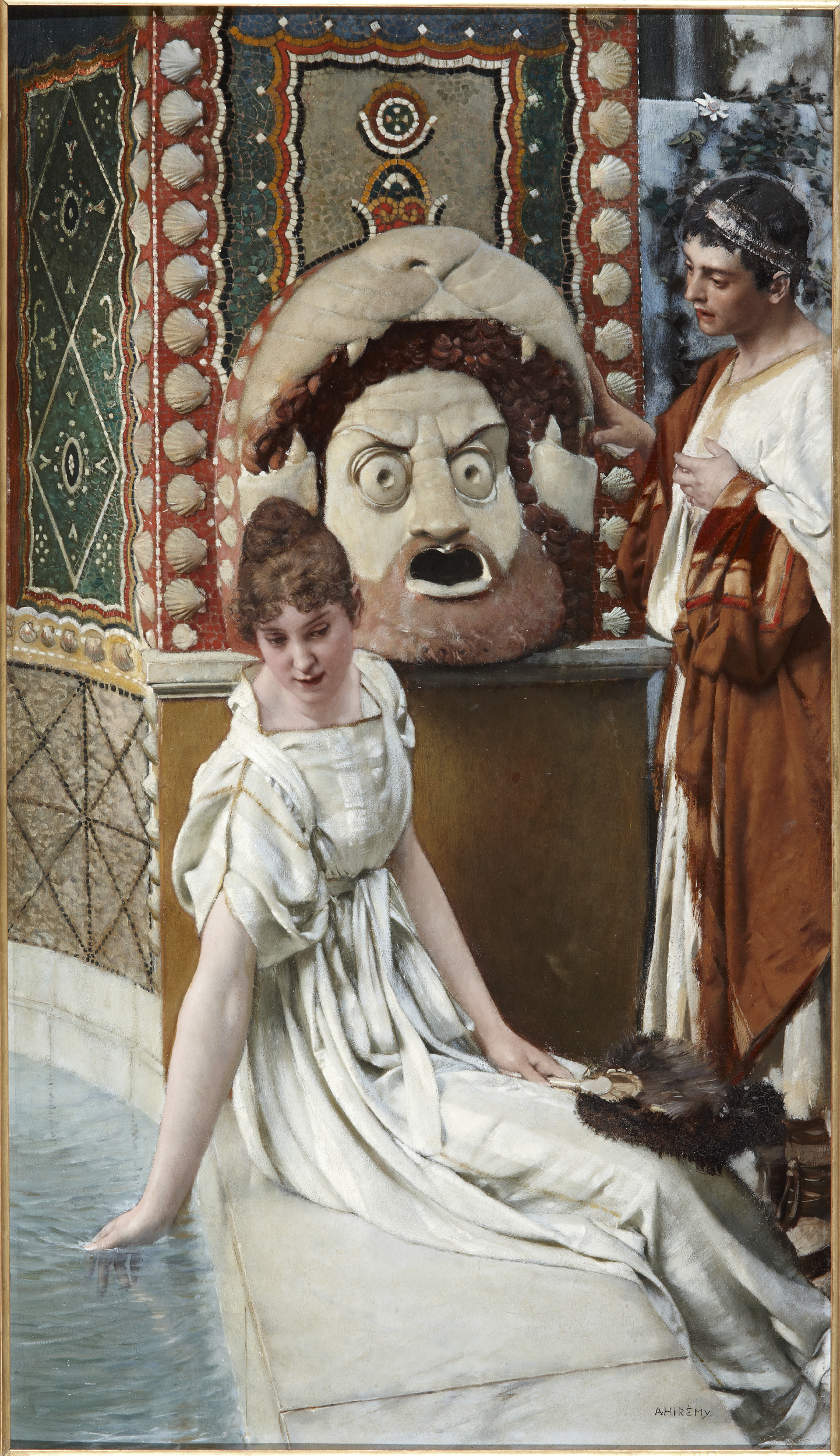
Адольф Гіремі-Гіршль. «Присягаюся біля Вуст Правди», 1898 р.